# Abludomelita formosa
Abludomelita formosa är en kräftdjursart. Abludomelita formosa ingår i släktet Abludomelita och familjen Melitidae. Inga underarter finns listade i Catalogue of Life.